# Wyścigowe Mistrzostwa Węgier 1983
1983 – sezon wyścigowych mistrzostw Węgier.